# Madeleine Madden
Madeleine Madden (Sydney, 29 gennaio 1997) è un'attrice australiana, nota per il ruolo di Egwene al'Vere in La Ruota del Tempo.

## Biografia
Madeleine Madden è cresciuta a Redfern e ha frequentato il Rose Bay Secondary College ed è figlia di Lee Madden e della scrittrice Hetti Perkins. Sua zia è la regista Rachel Perkins. Ha due sorelle maggiori e due sorellastre minori, tra cui l'attrice Miah Madden. Il padre è morto in un incidente d'auto nel 2003.

## Carriera
Madden ha recitato nel primo teen drama aborigeno australiano, Ready for This, e in Redfern Now. Ha anche recitato in The Moodys, Jack Irish, My Place and The Code. Nel 2016 ha recitato nella miniserie Tomorrow: When the War Began, basata sulla serie di libri young adult di John Marsden. Nel 2018 ha interpretato Marion Quade nella miniserie Picnic at Hanging Rock, Crystal Swan nella miniserie televisiva Mystery Road e Immy DuPain in Pine Gap. Dal 2021 interpreta Egwene al'Vere nell'adattamento Amazon MGM Studios dei romanzi La Ruota del Tempo.
Madden ha recitato in corti di Deborah Mailman e Meryl Tankard. Ha recitato insieme a Christina Ricci e Jack Thompson in Around the Block. Nel 2019 Madden ha debuttato a Hollywood nei panni di Sammy in Dora e la città perduta.

## Filmografia

### Attrice

#### Cinema
- Around the Block, regia di Sarah Spillane (2013)
- Dora e la città perduta (Dora and the Lost City of Gold), regia di James Bobin (2019)

#### Televisione
- The Code – serie TV, episodi 1x01-1x02 (2014)
- Ready for This – serie TV, 13 episodi (2015)
- Tomorrow: When the War Began, regia di Brendan Maher – miniserie TV (2016)
- Re di Cuori – serie TV, episodio 2x07 (2017)
- Pine Gap, regia di Mat King – miniserie TV (2018)
- Picnic at Hanging Rock, regia di Michael Rymer, Larysa Kondracki e Amanda Brotchie – miniserie TV (2018)
- Tidelands – serie TV, 6 episodi (2018)
- Mystery Road – serie TV, 6 episodi (2018)
- La Ruota del Tempo (The Wheel of Time) – serie TV, 24 episodi (2021-2025)

### Doppiatrice
- Ark: Survival Evolved – videogioco (2021)
- Ark: Survival Ascended – videogioco (2023)
- Ark: The Animated Series – serie animata (2024)

## Doppiatrici italiane
Nelle versioni in italiano delle opere in cui ha recitato, Madeleine Madden è stata doppiata da:
- Giulia Franceschetti in Pine Gap, Picnic at Hanging Rock
- Emanuela Ionica in Dora e la città perduta
- Alice Venditti ne La Ruota del Tempo